# Коулман Скотт
Коулман Скотт  (англ. Coleman Scott, 19 квітня 1986) — американський борець, олімпійський медаліст.

## Виступи на Олімпіадах
| Олімпіада   | Дисципліна                | Місце |
| ----------- | ------------------------- | ----- |
| Лондон 2012 | вільна боротьба, до 60 кг | =3    |